# 6974 Солті
6974 Солті (6974 Solti) — астероїд головного поясу, відкритий 27 червня 1992 року.
Тіссеранів параметр щодо Юпітера — 3,348.